# 栃木県道134号西田井停車場線

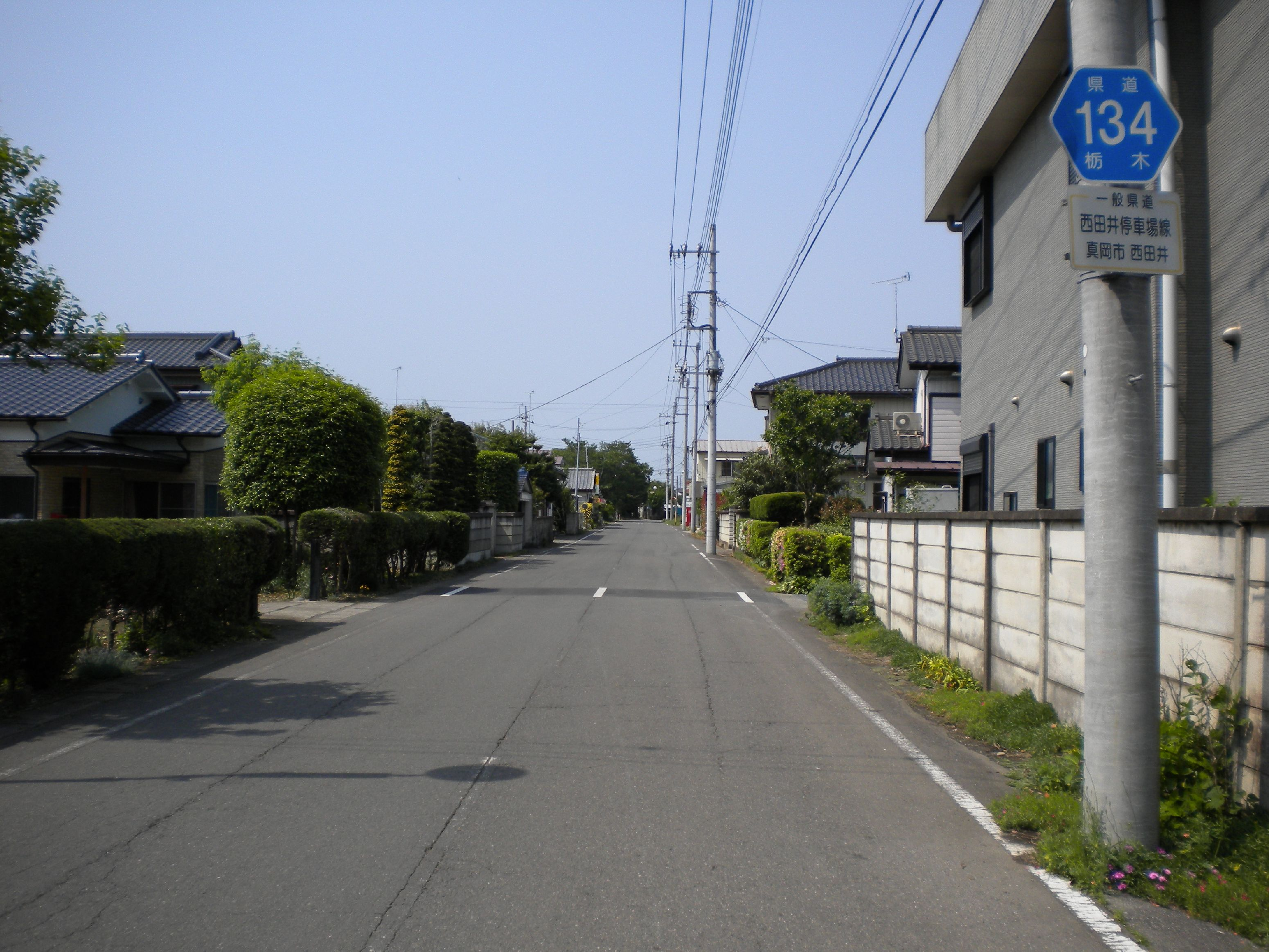
起点付近から終点方向を望む

栃木県道134号西田井停車場線（とちぎけんどう134ごう にしだいていしゃじょうせん）は、栃木県真岡市に位置する一般県道である。

## 概要
真岡市東部、真岡鐵道西田井駅から北へ延び国道294号までを連絡する道路である。沿線には民家が立ち並ぶ。西田井駅前では西田井駅への南側からのアクセス道路である栃木県道197号西原西田井停車場線と接続する。

## 路線データ
- 総延長：0.380km
- 起点：栃木県真岡市西田井（西田井停車場）
- 終点：栃木県真岡市西田井（西田井駅入口交差点 = 国道294号交点）
- 認定：1961年（昭和36年）4月1日

## 交差する道路
- 栃木県道197号西原西田井停車場線（真岡市西田井）

## 沿線施設
- 真岡鐵道真岡線 西田井駅
- 真岡西田井郵便局